# Scyliorhinus
Scyliorhinus is een geslacht van kathaaien (Scyliorhinidae) en kent 19 soorten.

## Soorten
- Scyliorhinus besnardi Springer & Sadowsky, 1970 – Gestippelde kathaai
- Scyliorhinus boa Goode & Bean, 1896 – Boakathaai
- Scyliorhinus cabofriensis Soares, Gomes & Carvalho, 2016
- Scyliorhinus canicula (Linnaeus, 1758) – Hondshaai
- Scyliorhinus capensis (Müller & Henle, 1838) – Geelgestippelde kathaai
- Scyliorhinus cervigoni Maurin & Bonnet, 1970 – West-Afrikaanse kathaai
- Scyliorhinus comoroensis Compagno, 1988 – Komorenkathaai
- Scyliorhinus duhamelii (Garman, 1913)
- Scyliorhinus garmani (Fowler, 1934) – Bruinvlekkathaai
- Scyliorhinus hachijoensis Ito, Fujii, Nohara & Tanaka, 2022
- Scyliorhinus haeckelii (Miranda Ribeiro, 1907) – Sproetige kathaai
- Scyliorhinus hesperius Springer, 1966 – Witzadelkathaai
- Scyliorhinus meadi Springer, 1966 – Klodderkathaai
- Scyliorhinus retifer (Garman, 1881) – Kettingkathaai
- Scyliorhinus stellaris (Linnaeus, 1758) – Kathaai
- Scyliorhinus torazame (Tanaka, 1908) – Bedekte kathaai
- Scyliorhinus torrei Howell Rivero, 1936 – Dwergkathaai
- Scyliorhinus ugoi Soares, Gadig & Gomes, 2015

Apristurus · Asymbolus · Atelomycterus · Aulohalaelurus · Bythaelurus · Cephaloscyllium · Cephalurus · Galeus · Halaelurus · Haploblepharus · Holohalaelurus · Parmaturus · Pentanchus · Poroderma · Schroederichthys · Scyliorhinus